# Pliotrema
Pliotrema is een geslacht van kraakbeenvissen uit de familie van de zaaghaaien (Pristiophoridae) en de orde van zaaghaaien (Pristiophoriformes).

## Soorten
Het geslacht bevat de volgende 3 soorten:
- Pliotrema annae Weigmann, Gon, Leeney & Temple, 2020
- Pliotrema kajae Weigmann, Gon, Leeney & Temple, 2020
- Pliotrema warreni Regan, 1906 – Zeskieuwszaaghaai